# Molossoi
Molossoi (in greco Μολοσσοί?) è un ex comune della Grecia nella periferia dell'Epiro (unità periferica di Giannina) con 3 139 abitanti secondo i dati del censimento 2001.
È stato soppresso a seguito della riforma amministrativa, detta Programma Callicrate, in vigore dal gennaio 2011 ed è ora compreso nel comune di Zitsa.

## Località
Il comune è suddiviso nelle seguenti comunità (i nomi dei villaggi tra parentesi):
- Aetopetra (Aetopetra, Kato Aetopetra)
- Chinka (Chinka, Laliza, Zorgiani)
- Despotiko
- Dovla (Dovla, Fteri)
- Ekklisochori
- Foteino (Foteino, Kournorrachi)
- Giourganista (Agios Christoforos)
- Grimpovo (Grimpovo, Seltsana)
- Granitsa
- Granitsopoula
- Kalochori
- Kourenta (Kourenta, Petsali)
- Polydoro
- Radovizi (Radovizi, Dichouni)
- Rizo
- Vereniki (Vereniki, Venterikos, Kato Vereniki, Palaiochora)
- Voutsaras
- Vrosina (Vrosina, Agios Georgios)
- Vrysoula
- Zalongo (Zalongo, Kato Zalongo)